# آاگ دی‌آر.۱

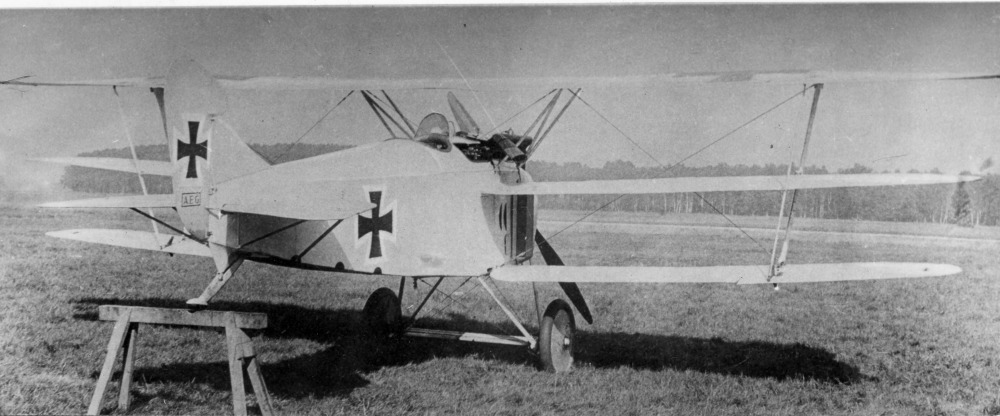
نگاره‌ای از هواگرد آلمانی «آاگ دی‌آر.۱» - ۱۹۱۷

آاگ دی‌آر.۱ (به انگلیسی: AEG Dr.I) یک هواگرد ساختِ کارخانهٔ آاگ در کشور آلمان است.